# Kleine berghoningeter
De kleine berghoningeter (Microptilotis orientalis) is een endemische vogel uit de nevelwouden van Nieuw-Guinea.

## Kenmerken
De kleine berghoningeter is een honingeter uit het geslacht Microptilotis met een lengte van 16 cm. Honingeters uit dit geslacht lijken sterk op elkaar en onderscheiden zich van elkaar door het verspreidingsgebied waarin ze voorkomen en hun roep. De kleine berghoningeter heeft een kleine lichtgele vlek op de oorstreek en geen duidelijke "teugel" (horizontaal streepje op de kop in verlengde van mondhoek).

## Leefwijze
De kleine berghoningeter foerageert zowel op nectar uit bloemen als op vruchten en insecten.

## Verspreiding en leefgebied
Het verspreidingsgebied van de kleine berghoningeter strekt zich uit alle berggebieden van Nieuw-Guinea en het eiland Waigeo. Het leefgebied is montaan eikenbos in de zone tussen de 800 m en de 1750 m boven de zeespiegel.
De soort telt drie ondersoorten:
- M. o. facialis: Waigeo (West-Papoea) en van de Vogelkop tot centraal Nieuw-Guinea.
- M. o. becki: van noordelijk-centraal tot noordoostelijk Nieuw-Guinea.
- M. o. orientalis: zuidoostelijk Nieuw-Guinea.

## Status
De grootte van de populatie is niet gekwantificeerd maar de soort wordt omschreven als algemeen op grotere hoogtes. Op de Rode lijst van de IUCN heeft deze soort de status niet bedreigd.